# Chaetomium subcircinatum
Chaetomium subcircinatum är en svampart som beskrevs av A. Carter & R.S. Khan 1982. Chaetomium subcircinatum ingår i släktet Chaetomium och familjen Chaetomiaceae.   Inga underarter finns listade i Catalogue of Life.